# Sofiano
Sofiane Balzak Kanazoé, connu sous son nom de scène Sofiano, est un artiste chanteur burkinabé. Sa musique englobe généralement les genres afro-zouk et coupé-décalé. Il a travaillé avec des artistes burkinabés Floby, Dez Altino et Agozo. Il s'est produit au Jardin de la Musique Remdoogo, un festival de musique et d'art dans la capitale burkinabé, Ouagadougou. Sofiano a remporté deux prix nationaux Kundé, le Kundé de la révélation et le Kundé de l'espoir, en 2015,.
Il est reconnaissable sur ses disques par son slogan en langue Mòoré « yiinsan ; laafi »,. Il chante principalement en Mooré, en français et très occasionnellement en anglais.

## Biographie
Kanazoé est né à Pouytenga, à environ 100 km de Ouagadougou, dans la province du Kouritenga, au Burkina Faso, dans une famille de commerçants.
Son travail d'artiste commence à lui valoir une notoriété auprès du grand public vers 2010.
Après «quelques écarts de conduite», il a présenté ses excuses aux personnalités du show biz et aux journalistes qu'il avait pu offenser.

## Récompenses
Sofiano a été nommé dans divers prix nationaux Kundé de 2015 et en a remporté deux, le Kundé de la révélation et le Kundé de l'espoir,. Sofiano a également été nommé pour le prix Kundé du meilleur featuring de l'intégration africaine en 2019, pour sa chanson "Mina" featuring Erickson Le Zulu,.
En 2018, les Faso Music Awards (FAMA) récompensent son single « Le Chao », désigné meilleur tube de l’année.

## Discographie

### Albums
- Dossé (Doosé) (2014) – 10 titres; sorti le 9 avril[1]
- Ne Yam Daabo (« Avec votre consentement ») (2016) – 16 titres[5],[12],[13],[14]
- Waou (2020), 10 titres[8].

### Singles

#### En tant qu'artiste principal
- Fo Ya Néré (2014)
- Gouanga (2015)
- Rabi (2015)
- Wooto (Comme ça) (2015)
- Anda Pagba (2015)
- I Love You (2015)
- Zabdamin (2016)
- Ka Dansé (2016)
- Bola (Boola) (2016)
- Comme Ça (featuring Ariel Sheney) (2016)
- Ma Raison (2017)
- Je Suis Désolé (2017)
- Haut Niveau (2017)
- Je Ne Sais Pas (2017)
- Goumin Goumin (2018)
- Chaou (2018)
- Mina (featuring Erickson Le Zulu) (2019)
- Ablakadjigui (featuring Serge Beynaud) (2019)
- L'argent  (avec Eva 1er) (2020)[15]

#### En tant qu'artiste vedette
- Get Paid (avec Frank Weezy) (2014)
- Fourou Woro (avec Biba Ouassin) (2014)
- Donnant Donnant (avec Agozo) (2014)
- La Chorale (avec Barsa 1er) (2015)
- Entou Bé Dèmè (avec Fely-S) (2015)
- Fo Raré (avec Sidi) (2015)
- Hallo (avec Rosemonde) (2015)
- Bonheur Total (avec Beky La Star et Barsa 1er) (2016)
- Pakini Dance (avec Zimba) (2016)
- Baby (avec Michouana) (2016)
- Ya Tond La Taaba (avec Gabana 1er) (2017)
- Adonté (avec Sbiki Choco) (2017)
- Mi Amor (avec Sina Bazie) (2017)
- Toumma (avec INIESTA) (2018)
- Barka (avec Agozo) (2019)